# Arashi Kishu
Arashi Kishu (鬼呪 嵐?, Kishū Arashi) è un personaggio dell'anime e manga X delle CLAMP. Lei è un Drago del Cielo, una delle sette persone che cercano di difendere l'umanità dalla distruzione voluta dai Draghi della Terra.
Nel set di tarocchi di X, Arashi rappresenta La Temperanza.

## Carattere
Taciturna, sempre in disparte, con un passato al limite dell'apatia, grazie a Sorata Arisugawa riesce a riscoprire la bellezza di vivere, addolcendo il suo carattere. La sua bellezza colpirà il cuore del ragazzo. Con il passare del tempo farà amicizia anche con Yuzuriha Nekoi, l'altra giovane ragazza del gruppo.

### Poteri
La sua abilità consiste nel richiamare una spada dalla mano destra, la stessa abilità comune in alcuni personaggi di RG Veda, altra opera delle CLAMP: questo potere, però, è attivo solo finché lei mantiene integra la propria verginità.

## Storia

### Manga
Il suo passato lo vediamo nel corso del manga: non ha mai conosciuto suo padre e, morta sua madre, non aveva alcun posto dove andare. Per questo motivo, cominciò a ritenere inutile persino vivere, arrivando a chiedersi se fosse il caso di mangiare per sopravvivere o lasciarsi morire. Fu raccolta da una sacerdotessa del tempio di Ise, conoscente di sua madre, che la allevò.
Una volta cresciuta, divenne un'alleata di Hinoto; conosce poi Sorata, che subito afferma di essersi innamorato di lei. Diventa in seguito amica di Yuzuriha, con la quale a volte si confida sui sentimenti che nutre per il ragazzo. Combatte più volte, spesso in compagnia di Sorata, dal quale diventa inseparabile.
È in uno di questi scontri che Sorata la protegge, attraverso uno shikigami postole come protezione senza che lei ne fosse al corrente, dall'attacco di Satsuki Yatoji (nell'anime, l'attacco è di Fuuma Mono): le ferite riportate dallo shikigami si ripercuotono su Sorata, che viene portato in ospedale. Una volta lì, Arashi gli confessa di ricambiare il suo amore e i due giovani consumano. Quando però Arashi si risveglia, capisce che avendo perso la verginità ha perso anche i suoi poteri da miko. Decide quindi di fuggire e di rifugiarsi da Hinoto, dicendole di non essere più in grado di combattere; tuttavia Hinoto, posseduta dal suo lato oscuro, la imprigiona per farla diventare, una volta risvegliata, un Drago della Terra.

### Anime
Nell'anime, il motivo della fuga di Arashi è da ricercarsi nel suo desiderio di salvare Sorata: secondo lei, divenendo lei stessa un Drago della Terra, Sorata non morirà per proteggerla, come affermato da una profezia fattagli da bambino, e sarà salvo. Quando però Fuuma cercherà di ucciderla, Sorata si frapporrà tra loro e morirà al posto di Arashi.
Nell'anime è doppiata da Ryoka Sakuma nella versione originale e da Annamaria Tulli nella versione italiana.

### Film
Nel film X, Arashi si ritrova sempre in compagnia di Sorata ma i sentimenti fra loro qui vengono trattati con più superficialità.
Nel film è doppiata da Emi Shinohara nella versione originale e da Annamaria Tulli nella versione italiana.

## Crossover
Diverse Arashi di un altro mondo compaiono anche negli OAV e nella serie di Tsubasa RESERVoir CHRoNiCLE, sempre in compagnia di Sorata di cui a volte è anche sposa. In particolare, Arashi appare nella Repubblica di Hanshin e ad Acid Tokyo, mentre nella versione animata appare anche a Koryo.